# کولونیا ونتا
کولونیا ونتا (به ایتالیایی: Cologna Veneta) یک کومونه در ایتالیا است که در استان ورونا واقع شده‌است. کولونیا ونتا ۴۳٫۰ کیلومتر مربع مساحت و ۸٬۲۰۷ نفر جمعیت دارد و ۲۴ متر بالاتر از سطح دریا واقع شده‌است.